# 이드리시

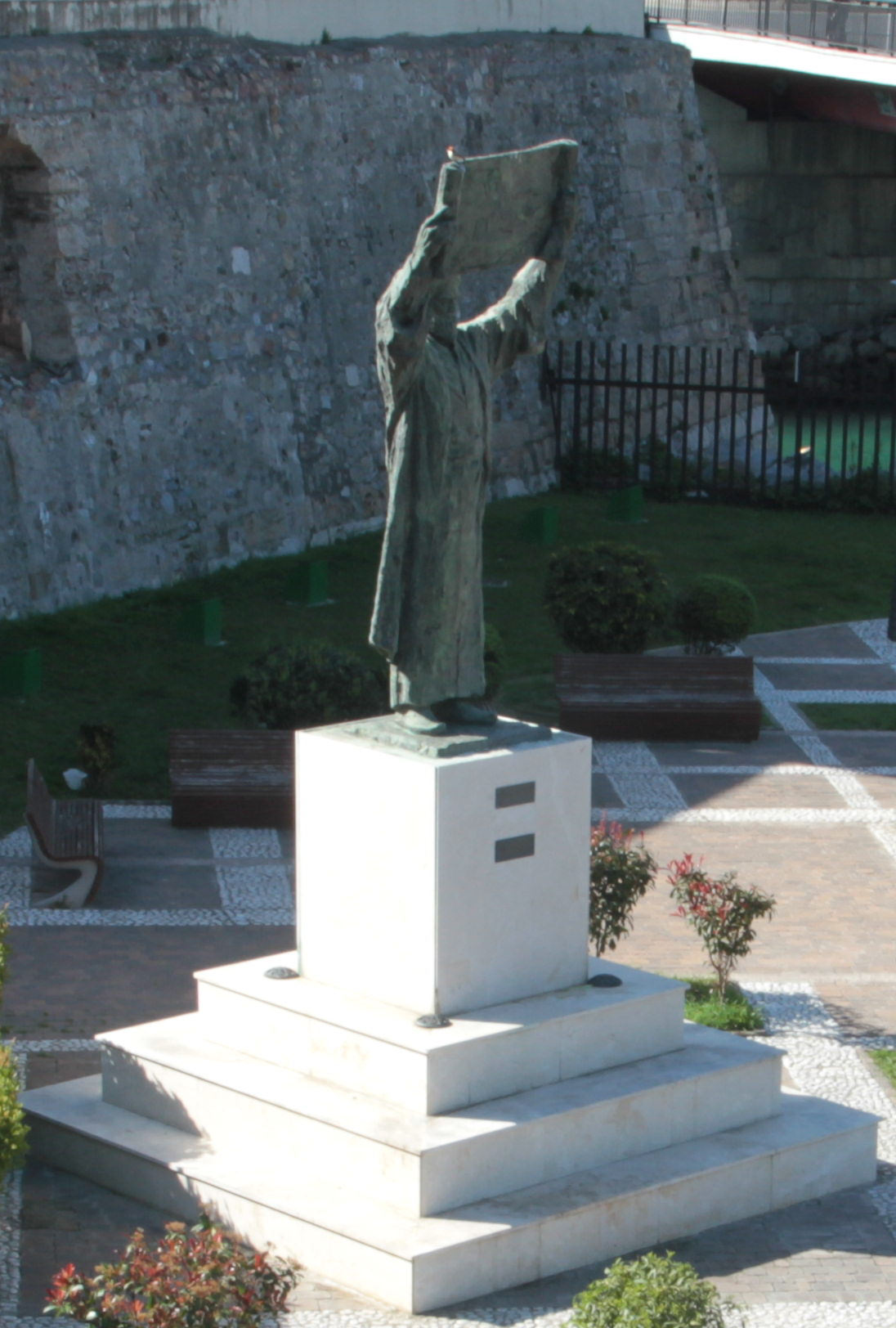
세우타에 있는 이드리시의 동상

무함마드 알이드리시(아랍어: أبو عبد الله محمد الإدريسي القرطبي الحسني السبتي, 1100년 ~ 1166년)는 중세 아랍의 지도학자·지리학자이다. 세우타 출신. 세계 지도를 작성한 것으로 유명하다.
이드리시는 그의 생의 많은 시간을 북아프리카를 여행하는데 사용했다. 그는 16살때 아나톨리아를 방문하였으며 코르도바에서 공부하였다.
그는 포르투갈, 피레네 산맥, 헝가리, 요르비크 (지금은 요크로 알려졌다.) 를 포함하여 많은 곳을 여행하였다.

## 알 이드리시의 세계지도
알 안달 루스 에서의 갈등과 불안정 때문에 알 이드리시는 Abu al-Salt 같은 동 시대 사람들에 합류했다. 알 이드리시는 아프리카, 인도양과 극동 이슬람 상인들과 탐험가들에 의해 지식을 통합하였다. 그가 전근대적의 세계 중에서 가장 정확한 지도를 만들었다. 그 세계지도는 알이 드리시에 의해 1154년에 노르만 왕 루지에로 2세에, 18년 동안의 그의 법원에서 의논평과 삽화에서 효과를 체류 후에 그려졌다. 지도 전설들 아랍어로 쓰여 있는 그 지도인 반면 그 전체가 유라시아 대륙을 보여 주고, 오직 숲과 아프리카 북동부 지역의 세부 사항이 부족하고 아프리카 대륙의 북쪽 부분 그리고 동남아를 보여 준다. 알 - 이드리시는 모로코의 Idrisids 궁극적으로 예언자 무하마드의 혈통을 주장 북아프리카와 알 - 안달 루스의 큰 Hammudid의 가족으로 태어났다.

## 같이 보기
- 이븐 주바이르